# 河内村立長竿中学校
河内村立長竿中学校（かわちそんりつ ながさおちゅうがっこう）は、茨城県稲敷郡河内村長竿にあった公立中学校。

## 概要
1958年（昭和33年）の中学校の統合により廃校した。

## 沿革
- 1947年（昭和22年） - 瑞穂中学校として開校[1]。
- 1949年（昭和24年） - 長竿中学校に改称[1]。
- 1958年（昭和33年）5月1日 - 源清田中学校、生板中学校と統合して河内村立河内中学校創立[2]。